# Turzyca Hosta
Turzyca Hosta (Carex hostiana DC.) – gatunek rośliny z rodziny ciborowatych. Występuje w Europie oraz północno-wschodniej części Ameryki Północnej. W Polsce jest gatunkiem nieczęstym; rośnie głównie w części południowo-zachodniej.

## Morfologia

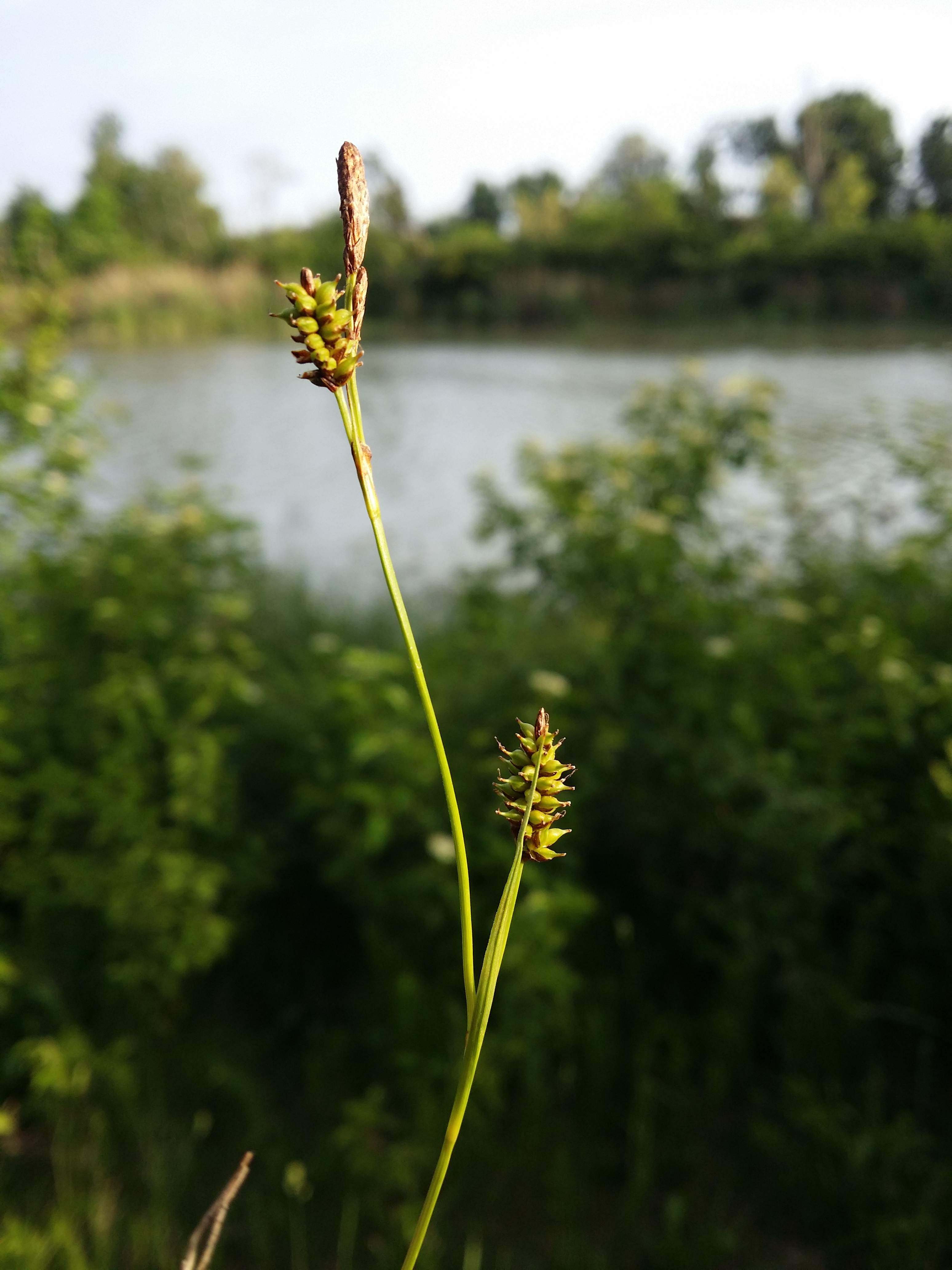
Kłoski z owocami

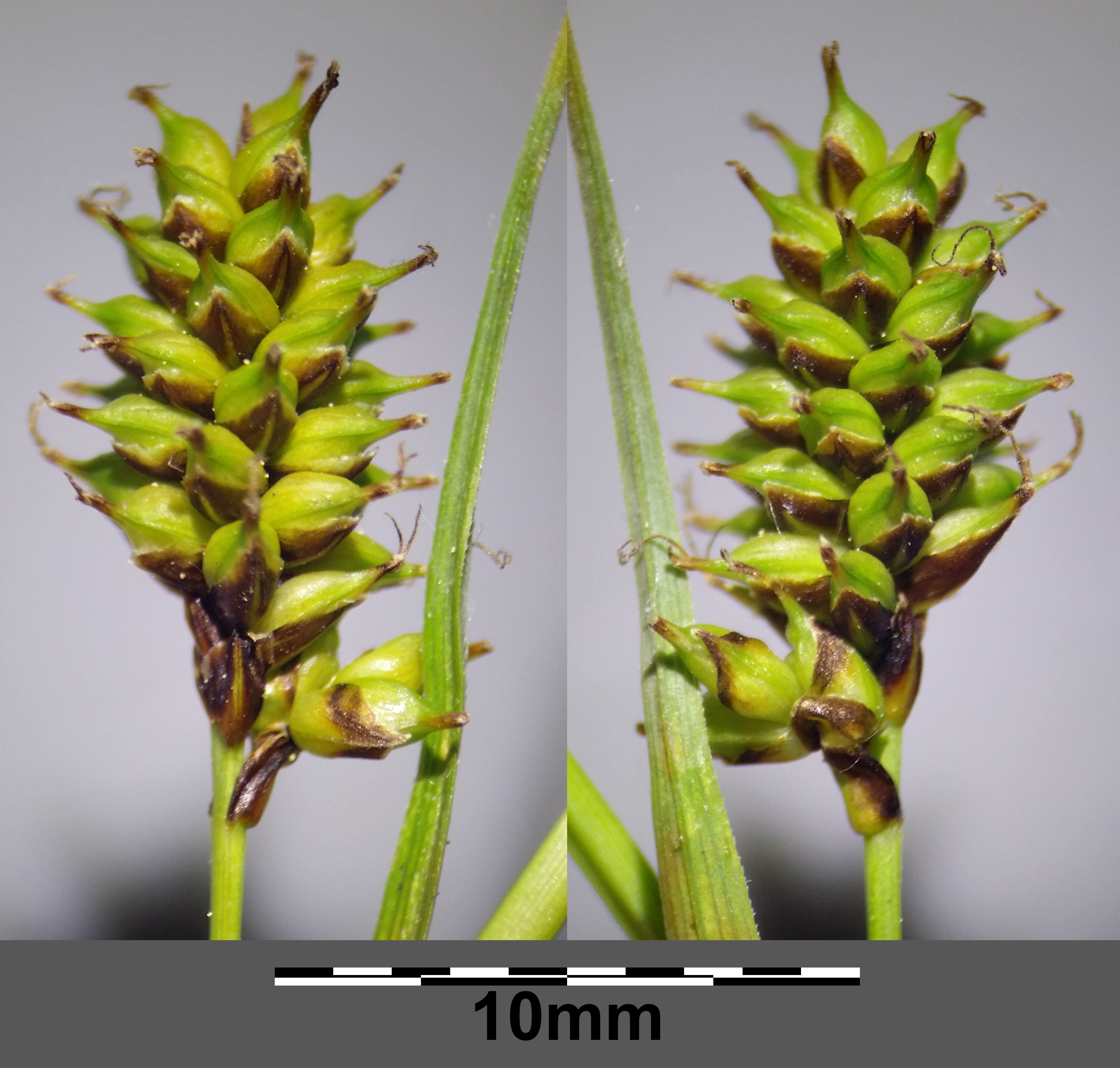
Kłoski z owocami

PokrójRoślina jasnozielona, luźnokępkowa z krótkimi rozłogami.
ŁodygaO wysokości 30–50 cm, dłuższa od liści.
LiścieO szerokości 2–4 mm. Pochwy wybiegają naprzeciwko blaszki w jajowaty wyrostek.
KwiatyZebrane w 3–4 kłosy. Kłos szczytowy długoszypułkowy, męski, o długości 2 cm. Kłosy boczne żeńskie, podłużnie jajowate, wzniesione, nieco oddalone od siebie, o długości 1–1,5 cm. podsadki kłosów żeńskich z pochwami. Przysadki jajowate, tępe, rdzawokasztanowe z zielonym grzbietem i szerokim, błoniastym, srebrzystym obrzeżeniem. Pęcherzyki jajowate, gładkie, wielonerwowe, dłuższe od przysadek, o długości 3 mm, żółtozielone, w dolnej części brunatne, unerwione, brodawkowane, nagle zwężone w długi, rdzawy na szczycie, szorstki z boku dzióbek. Ząbki dzióbka równoległe, błoniaste od wewnątrz, z trzema znamionami.
OwocOrzeszek.

## Biologia i ekologia
Bylina, hemikryptofit. Rośnie na mokrych łąkach i torfowiskach niskich. Kwitnie w maju. Gatunek charakterystyczny eutroficznych młak niskoturzycowych z rzędu Caricetalia davallianae. Liczba chromosomów 2n = 56.

## Zagrożenia i ochrona
Roślina umieszczona na polskiej czerwonej liście w kategorii EN (zagrożony).